# 新垣里沙
新垣里沙（1988年10月20日—），出身於神奈川縣橫濱市保土谷區，曾長期隸屬經紀公司UP-FRONT AGENCY旗下，是日本女子偶像團體早安少女組。第五期成員。身高155cm。
2001年8月26日加入，2007年6月2日接任第六代副隊長，2011年10月1日接任第七代隊長，2012年5月18日畢業，在籍時間10年9個月(3918天)。
自早安少女組畢業後，以女演員為目標，曾活躍於舞台劇演出。於2016年6月13日與曾經合演舞台劇的演員小谷嘉一結婚，但於2018年1月5日便宣告離婚。
2020年8月1日，離開待了將近廿年的經紀公司UP-FRONT AGENCY並成為youtuber。

## 暱稱
剛加入早安少女組時的暱稱只有（小豆子）(矢口真里命名)，（妮妮），在電視節目中的特別計劃「私立岡村女子高等學校系列節目」的突擊考試中，被岡村隆史和濱口優指著大喊（中文翻譯多翻譯為阿垣），之後就在成員之間浸透開來。那時候，被問及中國等國家的首都時，她連續做出了等讓藝人哭笑不得的回答。
岡村把W的辻希美和加護亞依叫做「2TOP」，而她則被稱為「TOP下」「第 1.5排」，個性十足，相當出眾。後藤真希喜歡叫她にいにい，而石川梨華和辻希美則叫她。

## 個人資料

### 性格
- 加入之前是早安少女組的超級粉絲，其中最憧憬的成員是安倍夏美。
- 剛加入時眉毛很濃，製作人替她創了「眉毛光束」這個塑造形象的打招呼方式。
- 視力2.0，曾在演唱會上說過「2樓、3樓觀眾的臉都能看得清楚」。
- 臉很小，為多數人對她的第一印象，後輩生田衣梨奈曾於活動上提及此事。
- 在團裡常擔任吐槽別人的角色。
- 在團裡作為第三主唱。
- 新垣結衣和她同年出生，兩人姓氏相同但其實日語讀音不同，新垣里沙讀作，新垣結衣讀作。在うたばん, 中居正廣有時會叫她＂あらがき＂。
- 和同期的高橋愛是早安少女組組成以來頭兩位在籍超過3000天與十年的成員。
- 是團裡於昭和年代出生的成員中最後畢業的。

### 興趣、嗜好
- 喜歡的活動是彈電子琴、韓語及指甲彩繪。會為了活動設計不同造型的圖案，也常在部落格上展示新的彩繪。韓語則在2007年10月，與高橋愛、久住小春一同去韓國舉辦活動時負責簡單的韓語對話。
- 加入早安前曾有打籃球的經驗，在小學時還擔任籃球隊的隊長。
- 非常喜歡迪士尼，在廣播節目上常以此為主題，有加入迪士尼樂園的fan Club,有過一個月去四次的紀錄。平時的穿著及飾品也有很多為其角色圖案。
- 曾在節目上展示「新垣家風文字燒」，與一般文字燒做法不同之處為湯汁不保留於麵糊內，而是像醬任意流向四方，並加上折碎的仙貝、麻糬及起司，最後需使用筷子食用。
- 全家人去看了「Michael Jackson's This Is It」兩次，並買了Michael Jackson的CD和DVD，還會全家一起跳當中的舞蹈，新垣本人也曾在通告上表演過月球漫步。
- 新垣喜歡的零食是冰塊，不同於一般人含在口中，是當作餅乾啃咬的。曾在電視節目中揭露這個愛好，據本人在部落格中表示，其母親與妹妹皆會吃冰塊，因為需求量過大，會使用保鮮盒製成大塊的冰塊後再鑿開來吃。

### 家族及交友
- 父親這邊的祖父母是沖繩縣人。曾有傳聞她是在鹿兒島縣鹿兒島市出生，6歲時才搬到神奈川縣橫濱市，但本人已在個人部落格否認，並表示其出生及成長地皆在橫濱。有一個小四歲的妹妹。和家人感情很好，常在部落格提及與家人間的互動。
- 在早安少女組中，和同期的高橋愛及同年出生的龜井繪里感情最好，本人曾說過「和龜井是最聊得來的」。
- 憧憬的前輩為安倍夏美，並數次在電視節目或演唱會中翻唱安倍的歌曲。
- 憧憬她的後輩為早安少女組中的生田衣梨奈及Juice=Juice的宮本佳林。兩人皆曾在問卷訪談及部落格中表示憧憬的前輩為新垣，前者並以新垣後援會會長的名義舉辦活動。
- 2016年6月13日發表與曾經合演舞台劇之俳優小谷嘉一結婚，2018年1月5日宣布離婚。

## 演藝履歷

### 2001年
- 8月，於第五期早安少女組選拔賽"LOVE AUDITION 21"(LOVEオーディション?21)中被選入。同期被選入早安少女組的還有高橋愛、小川麻琴和紺野朝美三人。

她曾參加過東京TV兒童節目舉辦的這樣一般性的徵集選拔活動（徵集約1000人以上），並以僅次於最優秀獎的二號種子的身份被選中。最優秀獎即長谷川愛。長谷川把這次獲得最優秀獎的經歷作為藝歷公之於眾。特別獎二人（上原都花沙與渡邊玲奈）。在這次選拔的演唱審查環節中，新垣演唱了蒲公英的。
因為公共活動的關係，她出演了東京2001玩具展，並在雜誌中，擔任了化妝教學環節的讀者模特。讀者模特是雜誌從選拔賽中挑選的。
因為這些緣由，之後的早安少女組追加成員甄選，增加了「和其他藝能機構沒有合約關係」的條件。

#### 加入爭議
她加入早安少女組後，正好播出她參演當時與早安廣告產品的競爭產品的廣告，因此當時新垣受到非議，甚至在演唱會還被觀眾羞辱或是喝倒彩，因此她父母有著給她退團的想法。
然而在和職員交談後而打消這想法，因此新垣以「苦勞人」逐漸打響名氣。

### 2002年
- 09月與同屬早安少女組的紺野朝美和哈密瓜記念日的柴田あゆみ加入同一公司旗下組合蒲公英（タンポポ）。

### 2006年
- 1月，加入足壘球隊。

### 2007年
- 1月，參加記念早安少女組10周年的組合早安少女組。誕生10年記念隊。
- 4月，開始於FM-FUJI的新節目『Hello!Project Night』內的『GAKI･KAME』。與龜井繪里一起擔任MC。
- 6月1日，擔任早安少女組第六代副隊長。同月，接替懷孕休假的辻希美擔任電視動畫「ロビーとケロビー」中「アテナ」的配音。
- 11月，組成小團體「アテナ＆ロビケロッツ」發行單曲。

### 2008年
- 4月25日，新垣里沙4th寫真集「Happy girl」發行。
- 7月1日 -「Hello！Project Digital Books」新垣里沙、公開開始。

### 2009年
- 4月6日，新垣、亀井常態廣播節目開播[5]。

### 2010年
- 3月14日，於東京都內舉行的BS-TBS開台10周年紀念時裝秀「春コレ」上，以神秘嘉賓身分登場。
- 3月17日，發行新專輯，為了紀念專輯發行，與光井愛佳在淘兒音樂澀谷店體驗了打工。
- 4月30日，官方部落格開設。
- 8月3日，參加「Alo-Hello! 新垣里沙寫真集」發行記念握手會（福家書店）。

### 2011年
- 10月1日，接任早安第七代隊長。

### 2012年
- 1月2日，宣佈將於早安少女組春季巡迴演唱會最終場上畢業[6]。
- 2月17日，開設Ameba部落格。
- 5月18日，於日本武道館，從早安少女組及早安家族中畢業。
- 5月21日，宣佈從6月開始加入M-line club[7]。
- 9月30日，受藤沢市警察署之邀擔任一日警察署長。
- 10月1日，與光井愛佳一同從UP-FRONT AGENCY(現已改名為UP-FRONT PROMOTION)移籍至J.P ROOM。
- 11月10日，與高橋愛在巴黎舉辦J-Melo歌迷見面會[8]。
- 11月8日，擔任藤沢市一日消防長。
- 11月20日，宣佈正式就任「神奈川縣觀光親善大使」[9]。

### 2020年
8月1日，離開待了將近廿年的經紀公司UP-FRONT AGENCY並立即開啟youtube頻道成為youtuber。

## 曾參與演出的作品

### 電視節目
- （2000年4月9日－2007日4月1日、東京電視台）-以五期成員的身分初登場。
- TeenTeen TOWN!(TOWN!)（2002年7月5日－2004年3月26日、日本電視台）-出演時尚模特和流行實驗室主任研究助手一角。
- （2002年7月5日－2004年3月26日、東京電視台）
- （2003年9月29日－12月26日、東京電視台）
- （2004年7月1日－2日、7月23日－29日、東京電視台）
- （2004年10月21日－11月10日、東京電視台）
- （2005年6月13日－30日、東京電視台）
- （2006年10月2日 - 2008年3月28日）
- (2007年4月8日－2008年9月28日、東京電視台)
- (2008年10月6日－2009年3月27日、東京電視台)
- (2010年4月1日－2011年4月14日、東京電視台)
- （2011年4月21日 - 2012年5月31日、テレビ東京）

### 電視劇
- （2002年1月2日、TBS系） - 飾演 小堇
- MUSIX!　Angel Hearts（2002年4月23日 - 2003年3月18日、テレビ東京系・BSジャパン他） -飾演 矢部 里沙
- （2002年12月28日、TBS系） - 飾演 川原 敬子
- （2008年8月1日、日本テレビ系） - 飾演 増田恵子
- 第3話（2010年1月29日、フジテレビTWO） - 飾演 スペシャルゲスト　スーパーバスガイド・新垣
- （2012年1月11日 - 3月28日、日本テレビ系） - 飾演 鳥海渚
- （2013年5月7日 - 05月28日、NHKEテレ） - 飾演 高田結衣（主演）

### 電台廣播
- OH-SO-RO!（2002年9月24日－2003年9月23日、TBS）
- TBC FUN（2005年4月1日－15日、7月25日－8月5日、東北放送）
- （2005年6月10日－24日、朝日放送）
- GAKI･KAME（2007年4月8日－、FM-FUJI）
- FIVE STARS（2009年4月6日－、Inter-FM）
- Risa's NightHouse（2011年10月 - 2012年3月、Inter FM）

### 電影
- とっかえっ娘。（2002年） - 飾演 四姊妹之一(與同期三人高橋愛、小川麻琴、紺野朝美合演四姊妹)
- 仔犬ダンの物語（2003年） - 飾演 川口麻子
- 劇場版毛骨悚然撞鬼經驗3D - 第五話『視線』（2010年10月16日）- 飾演 安藤千里 (主演)
- ケータイ刑事 THE MOVIE3 モーニング娘。救出大作戦!〜パンドラの箱の秘密（2011年2月5日公開）-飾演 新垣 里沙
- デイズ ～私がアイツになった時・・・ (2014年公開) -飾演 佐伯小夜 (主演)
- とびだせ新選組! (2013年公開) -飾演 綾野森典子 (主演)
- BLACK FILM (2015年) -飾演 中澤沙織 (主演)

### 舞台劇、音樂劇
- モーニング・タウン（2002年5月24日～6月24日、青山劇場）
- 江戸っ娘。忠臣蔵（2003年5月31日～6月29日、明治座）
- HELP!!熱っちぃ地球を冷ますんだっ。（2004年5月29日～6月13日、中野サンプラザ）
- リボンの騎士 ザ・ミュージカル（2006年8月1日～27日、新宿コマ劇場） -飾演 淑女/騎士ヌーヴォー。
- 灰姑娘（演出：酒井澄夫、新宿コマ劇場、2008年8月6日～25日） -飾演 王子。
- BS-TBS開局10周年企画「ファッショナブル」（2010年6月11日～20日、ル・テアトル銀座 / 6月25日～27日、シアターBRAVA!） -飾演 村田美優。
- リボーン〜命のオーディション〜（2011年10月8日～17日、全労済ホールスペース・ゼロ） -飾演 聖女貞德。 (與田中麗奈為双主演)
- 真田十勇士 〜ボクらが守りたかったもの〜（2011年12月2日～11日、天王洲銀河劇場） -飾演 雪乃。
- みのり（2012年6月29日～7月10日、 シアターグリーン） - 飾演 笠原みのり。(主演)
- 朗読劇 我腦海中的橡皮擦  大阪公演（2012年7月14日、梅田芸術劇場・シアター・ドラマシティ） -飾演 薫。
- 體操男孩 vol.3（2012年8月8日 - 9月23日、東京国際フォーラム・ホールC / シアターBRAVA! / 赤坂ACTシアター） -飾演 北嶋薫。
- Dietrich（2012年10月29日～11月4日、青山劇場 / 11月16日～18日、森ノ宮ピロティホール） -飾演 Maria Riva。
- 青春音楽活劇「詭弁・走れメロス」-飾演 須磨さん。 
  - 2012年12月27日～2013年2月2日、神奈川芸術劇場大スタジオ / 博品館劇場 / サンケイホールブリーゼ
  - 2016年4月29日~5月8日、東京:シアターサンモール ；5月14日、京都：京都劇場
- キバコの会 第四回公演『ギターを待ちながら』〜やったぜ! 本多スペシャル!〜（2013年2月9日、本多劇場) - 客串演出
- 絕對達令（2013年3月16日～20日、シアター1010) - 飾演 井澤梨衣子。 (主演)
- TOKUGAWA15（2013年3月23日、中野ザ・ポケット） - 客串演出
- 殺人鬼藤子的衝動 - 飾演 森澤藤子。 (主演)
  - 2013年4月17日～21日、俳優座劇場
  - 2015年4月15日～19日、全労済ホールスペース・ゼロ
- 秦組vol.5『塔克拉瑪干』（2013年5月31日～6月10日、あうるすぽっと / 6月11日、サンケイホールブリーゼ) - 飾演 ヤン。
- 朗読劇 我腦海中的橡皮擦 5th letter（2013年6月13日～14日、天王洲銀河劇場） -飾演 薫。
- 30-DELUX　The　Remake　Theater「デスティニー」（2013年10月19日～23日東京:赤坂ACTシアター 11月1日福岡:キャナルシティ劇場 11月8日～10日大阪:サンケイホールブリーゼ 11月15日～17日名古屋:名鉄ホール）- 飾演 アイシャ。
- 私立ハスハス女学院（2013年12月20日～23日、ブディストホール） - 飾演 玉垣早苗。
- 有頂天家族（2014年1月16日～26日、東京:本多劇場；2月8日、京都：京都劇場）- 飾演 下鴨矢三郎(少女型態)/海星。
- あんた十手もった？ (2014年3月6日~18日、東京:三越劇場) - 飾演 お光。
- BACK STAGE（2014年5月30日~6月15日、岩手:北上市文化交流センターさくらホール 金沢:北國新聞赤羽ホール 大阪:シアターＢＲＡＶＡ！ 東京:シアタークリエ）- 飾演 後台服裝工作人員。
- The Kaidan アルプス一万尺　Final (2014年7月30日~8月3日、シアターサンモール) - 飾演 山ノ内ツバサ。 (主演)
- 表現・さわやか (2014年9月30日、下北沢駅前劇場) - 客串演出
- SONG OF SOULS-慶長幻魔戦記 (2014年11月7日~11月24日、神奈川:KAAT神奈川芸術劇場 大阪:梅田芸術劇場シアター・ドラマシティ) - 飾演 衣笠丸。
- 秦組 vol.6『くるくると死と嫉妬』 (2014年12月3日~12月11日、あうるすぽっと) - 飾演 春香(主演)
- 音樂劇 『瀧廉太郎の友人、と知人とその他の諸々』(2015年1月28日~2月1日、草月ホール ) - 飾演 フク。
- 朗読劇 星之聲 (2015年4月26日、CBGKシブゲキ!!) - 飾演 長峰美加子。 (主演)
- 30-DELUX　新版・義經千本櫻（2015年7月16日～20日、東京:サンシャイン劇場；7月22日～23日、名古屋:北文化小劇場；7月28日、福岡:福岡市民会館 ；7月30日~31日、大阪:サンケイホールブリーゼ）- 飾演 靜御前。
- 莉茲·博登事件 (2015年8月25日~29日、THEATER1010・ミニシアター) - 飾演 Lizzie Borden。 (主演)
- 幻の城 ～戦国の美しき狂気～ (2015年10月9日~18日、EX THEATER ROPPONGI) - 飾演 おのえ・豪姫。
- 蘇州夜曲 (2015年11月20日~29日、紀伊國屋サザンシアター) - 飾演 頼子。
- 星屑の町～完結篇 (2016年2月5日~14日、東京:本多劇場 ；2月27~28日、兵庫:兵庫県立芸術文化センター阪急中ホール) - 飾演 葵ちどり。
- 晨曦公主 (2016年3月16日~21日、EX THEATER ROPPONGI) - 飾演 優娜。 (主演)
- Cherry Boys (2016年4月13日~17日、博品館劇場)
- Sin of Sleeping Snow (2016年6月9日~12日、Zeppブルーシアター六本木)
- 天球儀 (2016年8月12日~21日、紀伊國屋ホール)

### 個人演唱會
- Spring Live 2014～ガキさんは、LIVE番長!～（2014年2月1日、東京:duo MUSIC EXCHANGE；3月22日、大阪：FANJ-twice）
- ポップコーンとうずら (2014年9月6日、東京:新宿BLAZE；9月23日、愛知：ell. FITSALL；9月28日、大阪：umedaAKASO）
- ポップコーンとウルテ (2015年5月24日、神奈川:横浜ベイホール；6月6日、大阪：OSAKA MUSE；6月14日、東京：新宿BLAZE）
- ポップコーンと納豆 （2016年7月10日、大阪：梅田シャングリラ / 2016年7月17日、東京:渋谷duo MUSIC EXCHANGE)

## 作品

### 個人名義音樂作品
- 勝利のBIG WAVE!!!，2007年11月14日發行
- 青春！LOVEランチ，2008年2月14日發行
- ハロカバ 新垣里沙，2012年9月5日發行實體版CD

### DVD影像光碟
- ，2007年6月13日出版
- ，2009年1月21日出版
- 「アロハロ！3 新垣里沙」，2010年7月14日出版
- 「as it is」，2012年5月16日出版

## 書籍

### 寫真集
- 第五期成員之寫真集，2002年8月16日出版
- 第一本個人寫真集「新垣里沙」，2004年10月7日出版 ISBN 4847028279
- 第二本個人寫真集(甘夏)，2006年6月25日出版 ISBN 4847029410
- 第三本個人寫真集，2007年5月27日出版 ISBN 4847040139
- 第四本個人寫真集「Happy girl」，2008年4月25日出版 ISBN 4-8470-4080-5
- 第五本個人寫真集，2010年7月14日出版 ISBN 978-4048950909
- 第六本個人寫真集「ASCENSION」， 2012年4月27日 出版 ISBN 978-4847044557

### 雜志
- 月刊「デ☆ビュー」2008年10月号
- 「週刊ザテレビジョン」（2010年7月7日）

## 所屬團體
- 早安少女組。（2001年-2012年 ）
- 蒲公英（2002年加入）
- HAPPY7（2002年）
- （2002年　CM）
- 7AIR（2003年）
- 早安少女組櫻花組。（2003年 -2004年 ）
- （2006年 - ）
- 早安少女組。誕生10年記念隊（2007年）
- アテナ＆ロビケロッツ （2007年 -2008年 ）
- ZYX-α（2009年 - 2012年）
- ハロー!プロジェクト モベキマス（2011年）

## 外部連結
- 日本官方網站個人資料頁
- 新垣里沙 Oricon 官方部落格
- 新垣里沙 Ameba部落格 「Risa!Risa!Risa!」 （页面存档备份，存于）
- http://www.myspace.com/morningmusumeofficial （页面存档备份，存于）
- http://www.youtube.com/upfrontchannel （页面存档备份，存于）